# Sunds Herred

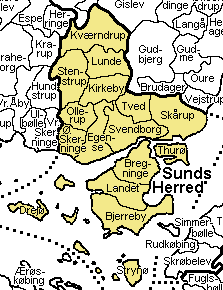
Sunds Herred

Sunds Herred was een herred in het voormalige Svendborg Amt in Denemarken. In Kong Valdemars Jordebog wordt Sunds vermeld als Sundzhæreth. Sinds 1970 was het gebied deel van de nieuwe provincie  Funen.

## Parochies
Naast de stad Svendborg omvatte Sunds oorspronkelijk 17 parochies.
- Bjerreby
- Bregninge
- Drejø
- Egense
- Fredens
- Kirkeby
- Kværndrup
- Landet
- Lunde
- Ollerup
- Sankt Jørgens
- Sankt Nikolaj
- Skårup
- Stenstrup
- Strynø Sogn
- Sørup
- Thurø
- Tved
- Vor Frue
- Øster Skerninge